# Tennantita-(Hg)
La tennantita-(Hg) és un mineral de la classe dels sulfurs que pertany al subgrup de la tennantita.

## Característiques
La tennantita-(Hg) és un sulfur de fórmula química Cu₆(Cu₄Hg₂)As₄S₁₂S. Va ser aprovada com a espècie vàlida per l'Associació Mineralògica Internacional l'any 2020, sent publicada l'any 2021. Cristal·litza en el sistema isomètric.
L'exemplar que va servir per a determinar l'espècie, el que es coneix com a material tipus, es troba conservat a les col·leccions del Museu d'Història Natural de la Universitat de Pisa (Itàlia), amb el número de catàleg: 19919.

## Formació i jaciments
Va ser descoberta a la pedrera Lengenbach, a la localitat de Binn, dins el districte de Goms (Valais, Suïssa). També ha estat descrita a Chandolin (també al cantó de Valais), a Vyšný Klátov (Regió de Košice, Eslovàquia), a Obermoschel (Renània-Palatinat, Alemanya) i al dipòsit d'or de Nibao (Guizhou, República Popular de la Xina).